# Zasłonak rzodkiewkowy
Zasłonak rzodkiewkowy (Cortinarius raphanoides (Pers.) Fr.) – gatunek grzybów należący do rodziny zasłonakowatych (Cortinariaceae).

## Systematyka i nazewnictwo
Pozycja w klasyfikacji według Index Fungorum: Cortinarius, Cortinariaceae, Agaricales, Agaricomycetidae, Agaricomycetes, Agaricomycotina, Basidiomycota, Fungi.
Po raz pierwszy zdiagnozował go w 1801 r. Christiaan Hendrik Persoon nadając mu nazwę Agaricus raphanoides. Obecną, uznaną przez Indeks Fungorum nazwę nadał mu Elias Fries w 1836 r.
Synonimy:
- Agaricus raphanoides Pers. 1801
- Dermocybe raphanoides (Pers.) Wünsche 1877
- Gomphos raphanoides (Pers.) Kuntze 1891

Franciszek Błoński w 1896 r. nadał mu polską nazwę zasłonak rzodkwiowy. Andrzej Nespiak w 1975 r. zmienił ją na zasłonak rzodkiewkowy. Władysław Wojewoda w 2003 r. zaakceptował nazwę podaną przez A. Nespiaka.

## Morfologia
Kapelusz
Średnica 2–6 cm, początkowo stożkowo-dzwonkowaty, później płaskowypukła. Powierzchnia jedwabiście-włóknisto-kosmkowata, z ciemnymi higrofanicznymi smugami, często strefowana z kolistymi koncentrycznymi zagłębieniami, oliwkowo-brązowo-żółta.
Blaszki
Dość gęste, początkowo o barwie od oliwkowożółtobrązowej do brązowawej, później rdzawobrązowe z jaśniejszymi ostrzami.
Trzon
Wysokość 5–10 cm, grubość 0,5–1 cm, cylindryczny z rozszerzona podstawą, dość sztywny, czasem pusty. Powierzchnia jedwabista, pokryta białawymi włókienkami, przy podstawie cętkowana, oliwkowo-żółtobrązowa w kierunku podstawy, czasem fioletowa w kierunku wierzchołka. Zasnówka lekko łuszcząca się, oliwkowo-brązowa, pozostawiająca frędzelki na podstawie.
Miąższ
Na środku kapelusza mięsisty, przybrzegu cienki, jasnooliwkowożółtobrązowy, ciemniejszy przy podstawie trzonu, czasem fioletowawy przy jego wierzchołku, zapach silnie rzodkiewkowy, smak nieokreślony.
Cechy mikroskopowe
Wysyp zarodników rdzwobrązowy. Zarodniki o kształcie od niemal kulistego do szeroko elipsoidalnego, umiarkowanie do silnie brodawkowate, umiarkowanie dekstrynoidalne, 7–9 × 5–5,5 (6) µm. Skórka kapelusza utworzona ze strzępek z bardzo drobnymi, spiralnymi inkrustacjami.

## Występowanie i siedlisko
Znane jest występowanie tego gatunku w północnej części Ameryki Północnej, w Europie i w Japonii. Władysław Wojewoda w swoim opracowaniu Krytyczna lista wielkoowocnikowych grzybów podstawkowych Polski przytacza 4 stanowiska z uwagą, że rozprzestrzenienie tego gatunku w Polsce nie jest znane, ale prawdopodobnie jest zagrożony. Aktualne stanowiska podaje internetowy atlas grzybów. Znajduje się w nim na liście gatunków zagrożonych i wartych objęcia ochroną.
Grzyb mykoryzowy. Występuje w lasach, zwłaszcza pod grabami i bukami, rzadziej pod świerkami. Grzyb naziemny rosnący wśród opadłych liści na wapiennych, lub piaszczystych glebach, często pod brzozami i topolami.